# Axveronika
Axveronika (Veronica spicata) är en växt med blå blommor i axliknande vertikala klasar. Den blommar från juli till augusti.  
Stjälken är vertikal och blir upp till 50 cm hög. Bladen sitter parvis motsatta på stjälken. De har fina hår, är lansettformade och är bredast på mitten. Bladen blir sällan längre än 5 cm.   
Axveronika har ett stort utbredningsområde från Spanien till västra Sibirien. Den finns inte vid Medelhavet eller Atlanten och är ovanlig i Nordeuropa. Den kan återfinnas i Sverige från Skåne till Uppland. I Norge tillhör axveronika en grupp växter som endast finns i det sommarvarma området runt Oslofjorden. Den finns från södra Östfold norrut till Oslo och Ringerike. I den norska rödlistan bedöms axveronika som sårbar på grund av nedhuggning och igenväxning. Arten är säkrast på öarna i det inre av Oslofjorden, där det finns stora bestånd på Bleikøya och Heggholmen.
Arten växer på torra gräsbackar, i skogskanter och steniga sluttningar, där jorden är basisk (kalkhaltig).
På en del platser, särskilt vid Östersjön bildar den hybrider med strandveronika. De kallas hällveronika.
Axveronika används som trädgårdsväxt och odlas som en perenn i rabatter. Det finns kulturformer med röda och med vita blommor och även en krypande variant för stenpartier.
Svenska synonymer till axveronika är axärenpris och silververonika.